# 小向なる
小向 なる（こむかい なる、2000年6月29日 - ）は、日本の女優。北海道出身。太田プロダクション所属。

## 人物
- 身長155cm。血液型はO型。
- 好きな俳優はレオナルド・ディカプリオ、メリル・ストリープ[1]。
- 好きなアーティストは尾崎豊[1]。

## 出演

### テレビドラマ
- 絶対正義（2019年、フジテレビ） - 今村和樹 役（高校時代）
- 未満警察 ミッドナイトランナー 第5話（2020年7月25日、日本テレビ） - ミツキ 役
- 邪神の天秤　公安分析班 第9話 (2022年4月10日、WOWOW) - 宮内仁美 役（少女期）
- Play a Life (2023年3月31日、フジテレビ) - 研修生 役[1][3]

### 映画
- 未成仏百物語 AKB48 異界への灯火寺（2021年9月10日、ギグー）
- 山歌（2022年4月22日、マジックアワー）- ハナ 役

### 舞台
- いまを生きる（2021年1月 - 2月、新国立劇場中劇場 他） - クリス・ノエル 役
- PLAY/GROUND Creation #4「CLOSER」 [side-A]（2022年12月10日 - 18日、シアター風姿花伝） - アリス 役[4]
- The Cup of Apollo Theater Project 三島由紀夫「燈台」（2023年1月27日 - 28日、座・高円寺2） - 黒川正子 役[5]
- PLAY/GROUND Creation #5「「桜川家の四兄弟」 [side-A]（2023年5月19日 - 31日、サンモールスタジオ） - 桜川佳澄 役[2][6]
- TRASHMASTERS vol.38 「チョークで描く夢」(2023年9月7日 - 18日、下北沢駅前劇場)　- 森美智子、奥寺唯 役
- ミュージカル「この世界の片隅に」（2024年5月9日 - 7月、日生劇場 他） - 浦野すみ 役[7]
- ミュージカル「next to normal」（2024年12月6日 - 2025年1月、シアタークリエ 他） - ナタリー 役[8]
- ミュージカル「ジェイミー」（2025年7月 - 8月、東京建物 Brillia HALL 他） - ベックス 役[9]

### ラジオドラマ
- FMシアター（NHK-FM）
  - 『母が、来た』（2025年5月17日）[10] - 主演・根田琴子 役[11]